# Summercourt
 (mars 2024).
Summercourt est un village des Cornouailles, en Angleterre. Le village fait partie de la paroisse civile de St Enoder.